# Apogonichthys
Apogonichthys és un gènere de peixos pertanyent a la família dels apogònids.

## Taxonomia
- Apogonichthys landoni (Herre, 1934)[2]
- Apogonichthys ocellatus (Weber, 1913)[3]
- Apogonichthys perdix (Bleeker, 1854)[4]
- Apogonichthys waikiki (Jordan & Evermann, 1903)[5][6][7][8][9][10][11]